# گیگابایت تکنالوجی
گیگابایت تکنالوجی، (به انگلیسی: Gigabyte Technology) در سال ۱۹۸۶ میلادی در شهر تایپه کشور تایوان تأسیس گردید. این شرکت سازنده سخت‌افزار رایانه است که از معروف‌ترین محصولات این شرکت می‌توان به مادربرد اشاره کرد. گیگابایت تکنالوجی یک شرکت سهامی عام است و در بازار بورس تایوان معامله می‌شود.